# Тишина (филм из 2016)
Тишина (енгл. Hush) је амерички психолошки слешер хорор филм из 2016. године, редитеља и сценаристе Мајка Фланагана, са Кејт Сигел, Џоном Галагером млађим, Мајклом Труком и Самантом Слојан у главним улогама. Радња прати глуво-нему глувонему хорор списатељицу, која је принуђена да се супростави маскираном серијском убици, који је напада у њеном дому. Продуценти филма су Тревор Мејси и Џејсон Блум.
Филм је премијерно приказан 12. марта 2016, на филмском фестивалу Југ-југозапад, да би након тога био дистрибуиран на Нетфликсу 8. априла исте године. Добио је претежно позитивне рецензије критичара уз оцену од 93% на сајту Ротен томејтоуз.

## Радња
Глувонема хорор ауторка повлачи се у кућу у удаљену шуми како би написала нову књигу. Она је принуђена да се супротстави маскираном серијском убици, који је убио њену најбољу другарицу и њеног дечка.

## Улоге
| Глумац          | Улога               |
| --------------- | ------------------- |
| Кејт Сигел      | Медисон „Меди” Јанг |
| Џон Галагер мл. | убица               |
| Мајкл Труко     | Џон Стенли          |
| Саманта Слојан  | Сара Грин           |
| Ема Грејвс      | Макс Јанг           |